# Neptis nivescens
Neptis nivescens är en fjärilsart som beskrevs av Hans Fruhstorfer 1908. Neptis nivescens ingår i släktet Neptis och familjen praktfjärilar. Inga underarter finns listade i Catalogue of Life.